# 泛生子
泛生子（英語：genetronhealth, NASDAQ：GTH），一詞衍生於達爾文泛生論，是中國基因科技公司，2013年成立於中國北京市，2020年在美國纳斯达克证券交易所挂牌上市。2022年，泛生子启动私有化。